# فینال لیگ قهرمانان کونکاکاف ۲۰۲۱
فینال لیگ قهرمانان کونکاکاف ۲۰۲۱ بازی نهایی لیگ قهرمانان کونکاکاف ۲۰۲۱، سیزدهمین دوره لیگ قهرمانان کونکاکاف با نام فعلی آن و در مجموع پنجاه و ششمین دوره از این رقابت‌های باشگاهی برتر فوتبال بود که توسط کونکاکاف، نهاد حاکم بر منطقه‌ای آمریکای شمالی، آمریکای مرکزی و کارائیب، برگزار شد.
این مسابقه در ورزشگاه بی‌بی‌وی‌ای در گوادالوپه، بین تیم‌های مونتری و آمریکا برگزار شد. مونتری با نتیجه ۱–۰ پیروز شد و پنجمین عنوان قهرمانی خود در لیگ قهرمانان را کسب کرد.

## تیم‌ها
در جدول زیر، فینال‌ها تا سال ۲۰۰۸ در دوره جام قهرمانان کونکاکاف و از سال ۲۰۰۹ در دوره لیگ قهرمانان کونکاکاف برگزار می‌شدند.
| تیم    | منطقه                | حضور قبلی در فینال (پررنگ به نشانه قهرمانی است) |
| ------ | -------------------- | ----------------------------------------------- |
| مونتری | آمریکای شمالی (نافو) | ۴ (۲۰۱۱, ۲۰۱۲, ۲۰۱۳, ۲۰۱۹)                      |
| آمریکا | آمریکای شمالی (نافو) | ۲ (۲۰۱۵, ۲۰۱۶)                                  |

## ورزشگاه

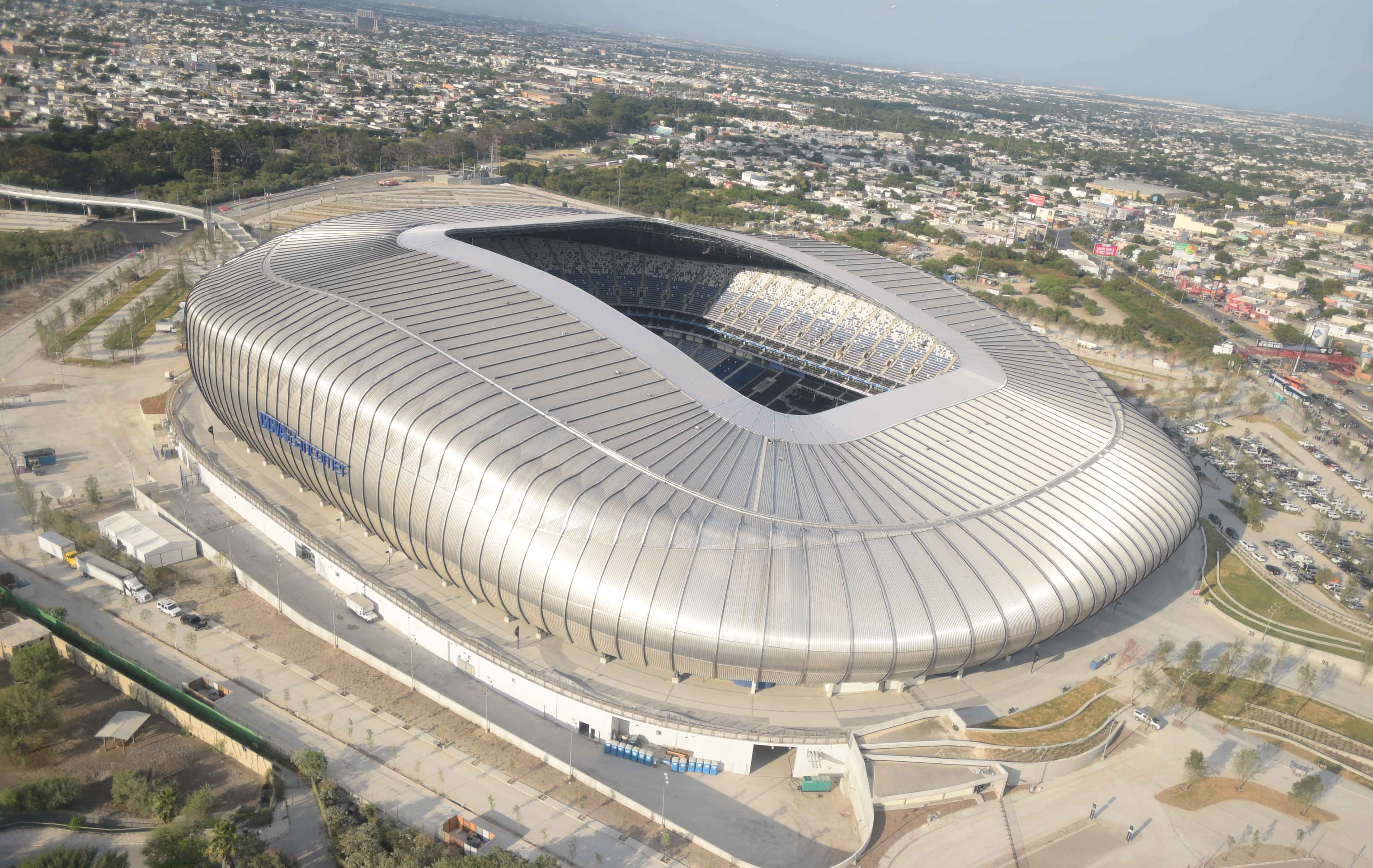
ورزشگاه بی‌بی‌وی‌ای در گوادالوپه میزبان فینال بود.

تیم مونتری، تیم برتر جدول، میزبان مسابقه فینال لیگ قهرمانان کونکاکاف ۲۰۲۱ در گوادالوپه، نوئوو لئون بود.

### انتخاب میزبان
در فینال (برنده ن‌ن۱ در مقابل برنده ن‌ن۲)، فینالیستی که در مراحل قبلی عملکرد بهتری داشت، میزبان بازی برگشت بود.

| رتبه | تیم    | بازی | برد | مساوی | باخت | گل زده | گل خورده | گل تفاضل | امتیاز | فینال  |
| ---- | ------ | ---- | --- | ----- | ---- | ------ | -------- | -------- | ------ | ------ |
| ۱    | مونتری | ۶    | ۵   | ۱     | ۰    | ۱۶     | ۴        | ۱۲+      | ۱۶     | میزبان |
| ۲    | آمریکا | ۶    | ۴   | ۱     | ۱    | ۱۰     | ۴        | ۶+       | ۱۳     |        |

## پیش زمینه
لیگ قهرمانان کونکاکاف در سال ۲۰۰۸ به عنوان مسابقات قهرمانی قاره‌ای برای باشگاه‌های فوتبال در آمریکای شمالی، آمریکای مرکزی و کارائیب تأسیس شد و جایگزین جام قهرمانان کونکاکاف گردید. در طول نه دوره اول خود، لیگ قهرمانان شامل یک مرحله گروهی در تابستان و پاییز و به دنبال آن یک مرحله حذفی در بهار بعدی بود. با شروع دوره ۲۰۱۸ این مسابقات، مرحله گروهی به عنوان لیگ کونکاکاف تغییر شکل داد و به تیم‌های آمریکای مرکزی و کارائیب محدود شد. لیگ قهرمانان به یک تورنمنت حذفی دو ماهه بین تیم‌های آمریکای شمالی و کشورهای بزرگ آمریکای مرکزی و همچنین قهرمان لیگ کونکاکاف خلاصه شد.

## مسیر تا فینال
نکته: در تمام نتایج زیر، امتیاز فینالیست ابتدا داده می‌شود (H: میزبان؛ A: مهمان).
| آمریکا           | آمریکا     | آمریکا   | آمریکا     | مرحله         | مونتری          | مونتری | مونتری   | مونتری     |
| ---------------- | ---------- | -------- | ---------- | ------------- | --------------- | ------ | -------- | ---------- |
| حریف             | مجموع      | بازی رفت | بازی برگشت |               | حریف            | مجموع  | بازی رفت | بازی برگشت |
| المپیا           | ۲–۲ (گ.ز.) | ۲–۱ (A)  | ۰–۱ (H)    | یک‌هشتم نهایی  | اتلتیکو پانتوجا | ۶–۱    | ۳–۰ (A)  | ۳–۱ (H)    |
| پورتلند تیمبرز   | ۴–۲        | ۱–۱ (A)  | ۳–۱ (H)    | یک‌چهارم نهایی | کلمبوس کرو      | ۵–۲    | ۲–۲ (A)  | ۳–۰ (H)    |
| فیلادلفیا یونیون | ۴–۰        | ۲–۰ (H)  | ۲–۰ (A)    | نیمه نهایی    | کروز آزول       | ۵–۱    | ۱–۰ (A)  | ۴–۱ (H)    |

## فرمت
در حالی که بقیه مسابقات به صورت رفت و برگشت نوبت‌گردشی برگزار می‌شد، فینال به صورت تک‌بازی برگزار می‌شد که برنده، قهرمان مسابقات لقب می‌گرفت. تیم "میزبان" مسابقه، تیمی بود که در مراحل قبلی عملکرد بهتری داشت. در فینال، اگر نتیجه بازی پس از پایان وقت قانونی مساوی می‌شد، بازی به وقت اضافه کشیده می‌شد. اگر پس از وقت اضافه نیز نتیجه مساوی بود، از ضربات پنالتی برای تعیین برنده استفاده می‌شد.

## مسابقه

### جزئیات
| مونتری         | ۱–۰   | آمریکا |
| -------------- | ----- | ------ |
| - فونز موری ۹' | گزارش |        |

| مونتری | آمریکا |

| GK            | 31 | استبان آندرادا   |        |     |
| RB            | 33 | استفان مدینا (ک) | '90+10 |     |
| CB            | 3  | سزار مونتس       |        |     |
| CB            | 15 | هکتور مورنو      |        |     |
| LB            | 20 | سباستین وگاس     |        |     |
| CM            | 16 | سلسو اورتیز      | '39    | '71 |
| CM            | 29 | کارلوس رودریگس   |        |     |
| RW            | 11 | ماکسیمیلیانو مسا |        |     |
| AM            | 21 | آلفونسو گونسالس  |        | '90 |
| LW            | 17 | خسوس گایاردو     |        |     |
| CF            | 7  | روگلیو فونز موری |        | '75 |
| نیمکت نشینان: |    |                  |        |     |
| GK            | 22 | لوئیس کاردیناس   |        |     |
| DF            | 6  | ادسون گوتیه‌رز    |        |     |
| DF            | 14 | اریک آگیره       |        | '90 |
| MF            | 5  | ماتیاس کرانویتر  |        | '71 |
| FW            | 9  | وینسنت یانسن     |        | '75 |
| FW            | 95 | کلث هرناندز      |        |     |
| FW            | 99 | آلفونسو آلوارادو |        |     |
| سرمربی:       |    |                  |        |     |
| خاویر آگیره   |    |                  |        |     |

| GK              | 13 | گیرمو اوچوا (ک) |        |     |
| RB              | 3  | خورخه سانچس     | '90+10 |     |
| CB              | 18 | برونو والدز     |        |     |
| CB              | 4  | سباستین کاسیریس | '21    |     |
| LB              | 2  | لوئیس فوئنتس    |        | '55 |
| RM              | 12 | ماریو اوسونا    |        |     |
| CM              | 20 | ریچارد سانچز    |        | '67 |
| LM              | 22 | الوارو فیدالگو  |        |     |
| RF              | 9  | روخر مارتینس    | '68    | '81 |
| CF              | 21 | هنری مارتین     |        |     |
| LF              | 26 | سالوادور ریس    | '59    |     |
| نیمکت نشینان:   |    |                 |        |     |
| GK              | 27 | اسکار خیمنز     |        |     |
| DF              | 19 | امانوئل آگویلرا |        |     |
| DF              | 25 | خوردان سیلوا    |        |     |
| MF              | 10 | سباستین کوردووا |        | '55 |
| MF              | 14 | نیکولاس بندتی   |        |     |
| MF              | 23 | آنتونیو لوپز    |        | '67 |
| FW              | 24 | فدریکو وینیاس   |        | '81 |
| سرمربی:         |    |                 |        |     |
| سانتیاگو سولاری |    |                 |        |     |